# Leucophenga stigma
Leucophenga stigma är en tvåvingeart som beskrevs av Bock 1979. Leucophenga stigma ingår i släktet Leucophenga och familjen daggflugor. Inga underarter finns listade i Catalogue of Life.